# Exosoma (vesícula)

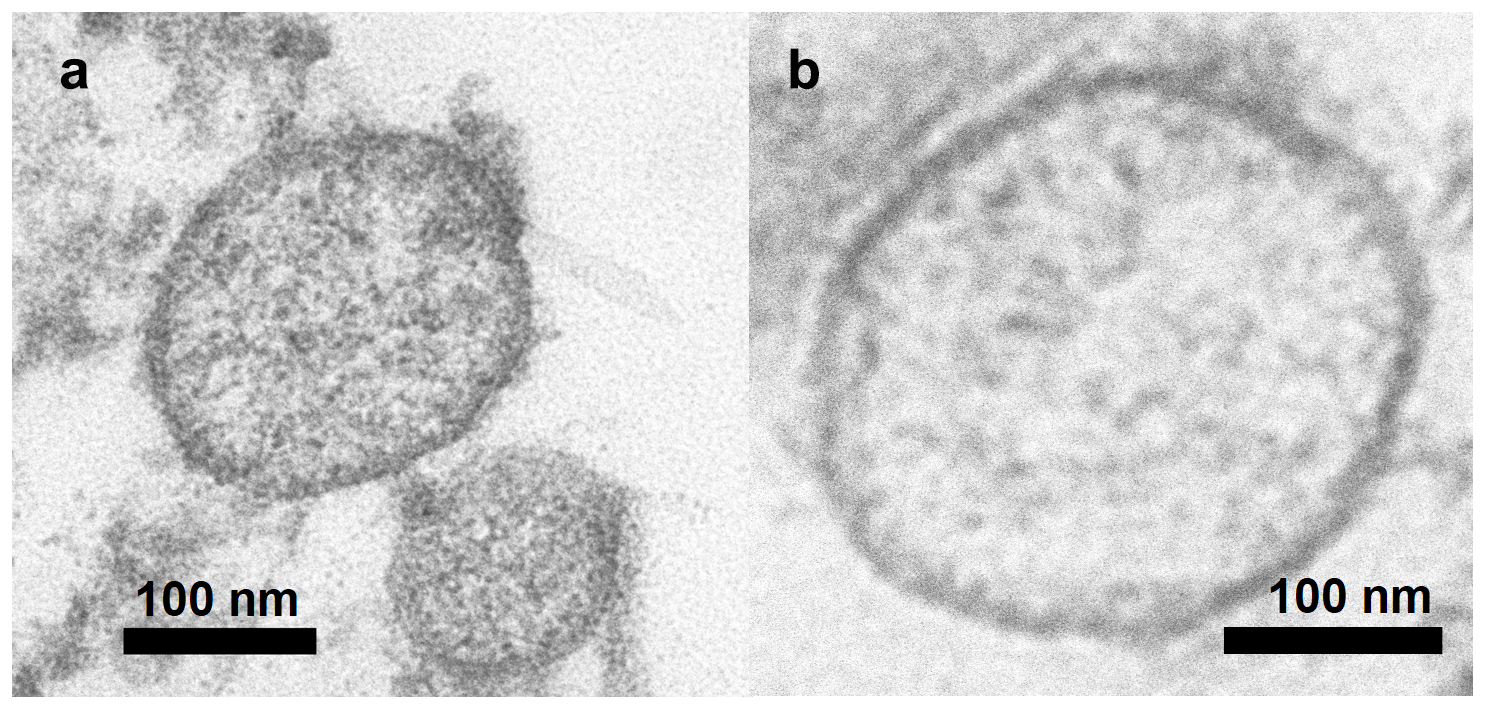
Exosomas densos (a) izquierda. Microvesículas claras (b) derecha, ambas de Cardiomiocitos humanos en cultivo.

Los exosomas son componentes estructurales en forma de vesículas extracelulares (VE), producidas en las membranas de los endosomas de la mayoría de las células eucariotas.

En organismos pluricelulares, los exosomas están presentes en tejidos y también se encuentran en fluidos biológicos como la sangre, la orina o el líquido cefalorraquídeo. También se liberan in vitro por células cultivadas en el medio apropiado. Normalmente son más pequeños que la mayoría de las demás vesículas extracelulares: de unos 30-120 nanómetros (nm).
 
Los exosomas poseen como cargas los constituyentes moleculares específicos de sus células de origen: proteínas, ARN, miARN, ADN y lípidos que son marcadores moleculares. Los exosomas inician o suprimen varias vías de señalización en las células receptoras, mediante la transmisión de esas cargas heterogéneas.

La investigación de los contenidos de la carga del exosoma, ofrece la oportunidad para la detección y el tratamiento de enfermedades. Se han investigado los exosomas como vehículos de administración de fármacos para las células receptoras específicas.

## Historia
Descubiertos por primera vez en reticulocitos de mamífero en maduración, se ha demostrado que los exosomas participan en la eliminación selectiva de muchas proteínas de membrana plasmática, mientras que el reticulocito se convierte en un glóbulo rojo maduro. En el reticulocito, como en la mayoría de las células de mamíferos, algunas porciones de la membrana plasmática se internalizan regularmente como endosomas, con el 50-180% de la membrana plasmática reciclándose cada hora.

En 1946 Chargaff y West encontraron, después de la centrifugación a alta velocidad del plasma humano, una fracción sedimentada cuya  eliminación inhibía la coagulación del plasma.

En 1967 esa fracción sedimentada, fue referida como "polvo de plaquetas" por Wolf.

En 2006 se descubrió en la Universidad de Gotemburgo el cargamento de ARN mensajero y Micro ARN dentro de los exosomas.

## Características
El tamaño de los exosomas viene limitado por el de su cuerpo multi-vesicular (MVB) progenitor, los exosomas normalmente son más pequeños que la mayoría de las demás vesículas extracelulares: de unos 30-120 nm de diámetro; alrededor del mismo tamaño que muchas lipoproteínas.

Los exosomas cargan las moléculas (marcadores) de sus células de origen y tienen funciones especializadas en procesos fisiológicos, que van desde la coagulación y la señalización intercelular, hasta la gestión de residuos celulares. Por todo esto, hay un interés creciente en las posibles aplicaciones clínicas como biomarcadores. Comparados con las vesículas extracelulares en general, no está claro si los exosomas tienen características o funciones únicas o que puedan ser distinguidos efectivamente de otras vesículas.

## Biogénesis del exosoma

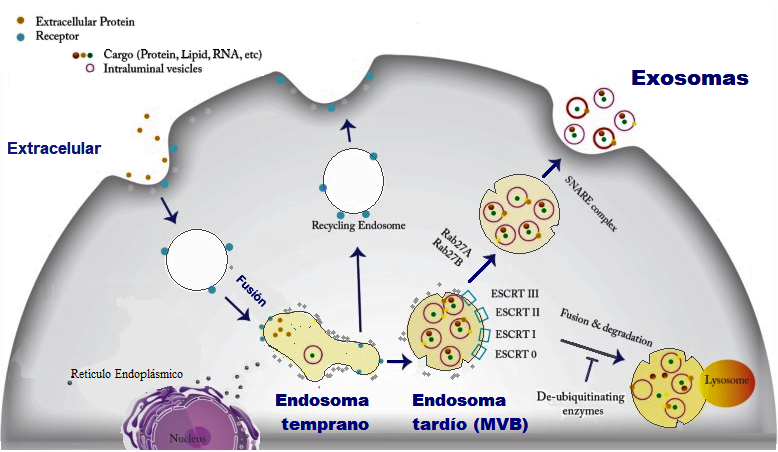
Biogénesis de los exosomas.

Existen compartimentos dentro del citoplasma que funcionan como transportadores de material en las células  delimitados por una membrana llamados endosomas. Cuando se produce la endocitosis, el material "ingerido" es englobado en una depresión llamada vesícula endocítica y se fusionará luego con el "endosoma temprano". El endosoma temprano recibe luego parte de las membranas que se internalizan como vesículas más pequeñas y se transforma en un "endosoma tardío" o multivesicular.

El endosoma tardío o cuerpo multivesicular (MVB), está definido por su apariencia con muchas pequeñas "vesículas endosómicas intraluminales" (ILV en inglés) que se invaginan en su lumen.

Las ILV se convierten en exosomas cuando el MVB se fusiona con la membrana celular, liberando así las vesículas ILV al espacio extracelular.

## Funciones del exosoma

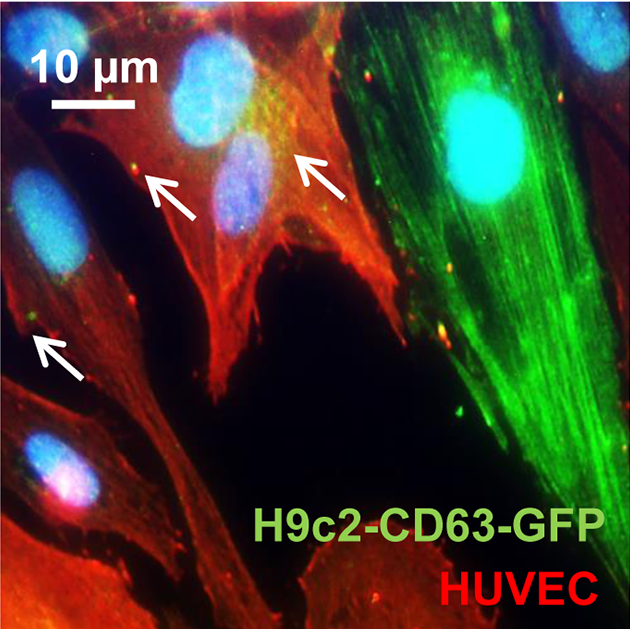
Exosomas humanos (flechas blancas), en tráfico dentro de células endoteliales en rojo. Cardiomiocitos en verde.

Los exosomas se reconocen como reguladores clave de la comunicación intercelular (parácrina) y participan en procesos como la inflamación, las respuestas inmunitarias, la coagulación, la tumorigénesis y las interacciones huésped-microbio.

Los exosomas contienen varios constituyentes moleculares de su célula de origen, incluyendo proteínas celulares, proteínas de señalización y péptidos, microARN, ARN mensajero y lípidos.

Aunque la composición de las proteínas exosómicas varía con la célula y el tejido de origen, la mayoría de los exosomas contienen un conjunto común y evolutivamente conservado de proteínas. El contenido en proteínas de un solo exosoma, asumiendo ciertos tamaños y configuración de proteína, además de ciertos parámetros de empaquetamiento, puede ser de unas 20 000 moléculas. 

El cargamento de ARNm y mi-ARN en los exosomas, descubierto en la Universidad de Gotemburgo, describió sus diferencias en los contenidos exosómicos y celulares, además de la funcionalidad del cargamento de ARNm exosómico. También se ha visto que los exosomas contienen ADN bicatenario.

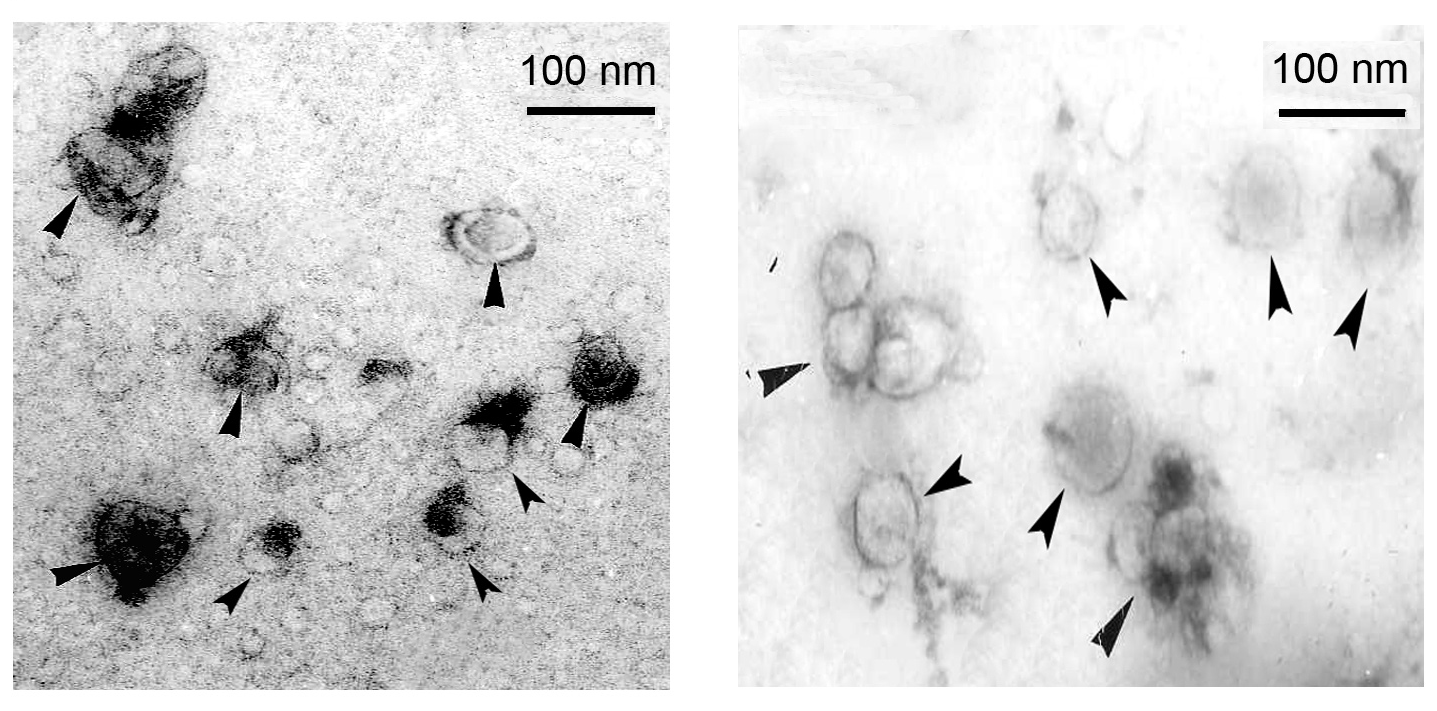
Exosomas pequeños de Timocitos humanos en cultivo.

Los exosomas pueden transferir moléculas de una célula a otra a través del tráfico de vesículas, influyendo así en el sistema inmune, como por ejemplo en células dentríticas y linfocitos B, y podrían tener un papel funcional en la mediación de respuestas del  sistema inmunitario adquirido a patógenos y tumores. Por eso, los científicos que investigan el papel de los exosomas en la señalización intercelular, especulan con que la liberación de sus cargamentos de moléculas de ARN, pueda explicar algunos efectos biológicos. Por ejemplo, se ha llegado a sugerir que el ARNm en los exosomas afecta a la producción de proteínas en la célula receptora. Sin embargo, otro estudio sugiere que el mi-ARN en los exosomas secretados por células madre mesenquimales (MSC en inglés) es predominantemente pre-mi-ARN (y no mi-ARN maduro).
El rol de los exosomas en la comunicación entre células y entre órganos fue revisada en un artículo publicado por Samuelson y Vidal-Puig en 2018.

### Exosomas en el cáncer
Los exosomas derivados de tumores, participan en la formación y progresión de diferentes procesos en el cáncer, incluida la remodelación de microambientes de los tumores, la angiogénesis, la invasión, la metástasis y la resistencia a fármacos.

De acuerdo con el origen de las vesículas, una serie de sus proteínas constituyentes, son conocidas como marcadores tumorales, entre estos están las tetraspaninas.
Las tetraspaninas están caracterizadas por cuatro hélices que abarcan la membrana, incluyen a la CD63. La proteína CD63 se localiza predominantemente en las vesículas intraluminales (ILV en inglés) de los endosomas tardíos y en los cuerpos multivesiculares (MVB en inglés) y, por lo tanto, se encuentra "enriquecida" en los exosomas. 
La tetraspanina CD63 presente en los exosomas de células cancerosas, podría ser un marcador pronóstico para pacientes con cáncer.